# Philip Pearlstein
Philip Pearlstein (Pittsburgh, 24 de mayo de 1924-17 de diciembre de 2022) fue un pintor estadounidense conocido por sus desnudos dentro del llamado realismo modernista.

## Arte realista
Citado por los críticos como el pintor figurativo preeminente de la década de 1960 a 2000, lideró un cierto resurgimiento del arte realista. Philip Pearlstein fue un distinguido profesor emérito del College de Brooklyn con pinturas en las colecciones de más de setenta museos de arte público.
Durante la década de 1950, Pearlstein expuso paisajes de expresionismo abstracto. Hacia 1958 comenzó a asistir a sesiones semanales de dibujo de figuras en el estudio de Mercedes Matter. En 1961 Pearlstein empezó a pintar cuadros de parejas desnudas basándose en sus dibujos, y en 1962 comenzó a pintar directamente del modelo en un estilo menos pictórico y más realista. En un artículo publicado en Arts Magazine en abril de 1963, Sidney Tillim escribió que «[Pearlstein] no solo ha recuperado la figura para la pintura; la ha situado detrás del plano y en el espacio profundo, sin recurrir a la nostalgia (la historia) ni a la moda (las nuevas imágenes del hombre)... Pinta el desnudo no como símbolo de belleza y forma pura, sino como un hecho humano —implícitamente— imperfecto».